# ケイシーの定理

数学におけるケイシーの定理（ケイシーのていり、英: Casey's theorem）または一般化トレミーの定理は、アイルランドの数学者ジョン・ケイシーにちなむユークリッド幾何学の定理である。
和算においてはケイシーによる発表の約30年前ごろに発見されていたと言われる。

## 主張
{\displaystyle \,O} を半径 {\displaystyle \,R} の円とし、{\displaystyle \,O_{1},O_{2},O_{3},O_{4}} をこの順に {\displaystyle \,O} に内接する、互いに交わらない4つの円とする。円 {\displaystyle \,O_{i},O_{j}} に外側の共通接線を引いたときの2接点の距離を {\displaystyle \,t_{ij}} とすると、次の等式が成り立つ。
{\displaystyle \,t_{12}\cdot t_{34}+t_{14}\cdot t_{23}=t_{13}\cdot t_{24}}
4つの円がみな1点にまで退化した場合、これはちょうどトレミーの定理になる。

## 証明
以下の証明は Zacharias に帰せられる。円 {\displaystyle \,O_{i}} の半径を {\displaystyle \,R_{i}} と表し、円 {\displaystyle \,O} との内接点を {\displaystyle \,K_{i}} とする。各円の中心を同じ記号 {\displaystyle \,O,O_{i}} で表すことにする。
ピタゴラスの定理より、
{\displaystyle \,t_{ij}^{2}={\overline {O_{i}O_{j}}}^{2}-(R_{i}-R_{j})^{2}}
この長さを点 {\displaystyle \,K_{i},K_{j}}を用いて表したい。余弦定理を三角形 {\displaystyle \,O_{i}OO_{j}} に用いると
{\displaystyle {\overline {O_{i}O_{j}}}^{2}={\overline {OO_{i}}}^{2}+{\overline {OO_{j}}}^{2}-2{\overline {OO_{i}}}\cdot {\overline {OO_{j}}}\cdot \cos \angle O_{i}OO_{j}}
が得られる。円 {\displaystyle \,O,O_{i}} が接していることから
{\displaystyle {\overline {OO_{i}}}=R-R_{i},\,\angle O_{i}OO_{j}=\angle K_{i}OK_{j}}
{\displaystyle \,C} を円 {\displaystyle \,O} の周上の点とする。正弦定理を三角形 {\displaystyle \,K_{i}CK_{j}} に用いると
{\displaystyle {\overline {K_{i}K_{j}}}=2R\cdot \sin \angle K_{i}CK_{j}=2R\cdot \sin {\frac {\angle K_{i}OK_{j}}{2}}}
が得られる。これより、
{\displaystyle \cos \angle K_{i}OK_{j}=1-2\sin ^{2}{\frac {\angle K_{i}OK_{j}}{2}}=1-2\cdot \left({\frac {\overline {K_{i}K_{j}}}{2R}}\right)^{2}=1-{\frac {{\overline {K_{i}K_{j}}}^{2}}{2R^{2}}}}
以上を余弦定理の式に代入すると
{\displaystyle {\begin{aligned}{\overline {O_{i}O_{j}}}^{2}&=(R-R_{i})^{2}+(R-R_{j})^{2}-2(R-R_{i})(R-R_{j})\left(1-{\frac {{\overline {K_{i}K_{j}}}^{2}}{2R^{2}}}\right)\\&=(R-R_{i})^{2}+(R-R_{j})^{2}-2(R-R_{i})(R-R_{j})+(R-R_{i})(R-R_{j})\cdot {\frac {{\overline {K_{i}K_{j}}}^{2}}{R^{2}}}\\&=((R-R_{i})-(R-R_{j}))^{2}+(R-R_{i})(R-R_{j})\cdot {\frac {{\overline {K_{i}K_{j}}}^{2}}{R^{2}}}\end{aligned}}}
よって
{\displaystyle t_{ij}={\sqrt {{\overline {O_{i}O_{j}}}^{2}-(R_{i}-R_{j})^{2}}}={\frac {{\sqrt {R-R_{i}}}\cdot {\sqrt {R-R_{j}}}\cdot {\overline {K_{i}K_{j}}}}{R}}}
が得られる。円に内接する四角形 {\displaystyle \,K_{1}K_{2}K_{3}K_{4}} にトレミーの定理を用いて変形すると
{\displaystyle {\begin{aligned}&t_{12}t_{34}+t_{14}t_{23}\\[4pt]={}&{\frac {1}{R^{2}}}\cdot {\sqrt {R-R_{1}}}{\sqrt {R-R_{2}}}{\sqrt {R-R_{3}}}{\sqrt {R-R_{4}}}\left({\overline {K_{1}K_{2}}}\cdot {\overline {K_{3}K_{4}}}+{\overline {K_{1}K_{4}}}\cdot {\overline {K_{2}K_{3}}}\right)\\[4pt]={}&{\frac {1}{R^{2}}}\cdot {\sqrt {R-R_{1}}}{\sqrt {R-R_{2}}}{\sqrt {R-R_{3}}}{\sqrt {R-R_{4}}}\left({\overline {K_{1}K_{3}}}\cdot {\overline {K_{2}K_{4}}}\right)\\[4pt]={}&t_{13}t_{24}\end{aligned}}}

## さらなる一般化
4つの円が最大の円に内側から接していなくともよい。実際、これらが外側から接している場合も考えることができて、その場合は以下のように定めればよい。
円 {\displaystyle \,O_{i},O_{j}} が円 {\displaystyle \,O} の同じ側（いずれも内側か、または外側）から接しているならば、{\displaystyle \,t_{ij}} は2円に対し外側から共通接線を引いたときの接点間の距離とする。
円 {\displaystyle \,O_{i},O_{j}} が円 {\displaystyle \,O} の異なる側（一方が内側で他方が外側）から接しているならば、{\displaystyle \,t_{ij}} は2円に対し内側から共通接線を引いたときの（共通接線に対し2円が反対側に位置するようなときの）接点間の距離とする。
ケイシーの定理の逆もまた成り立つ。つまり、この等式が成り立っているならば、4つの円はある1つの円に共通して接する。

## 応用
ケイシーの定理およびその逆は、ユークリッド幾何学の種々の命題の証明に用いることができる。例えば、フォイエルバッハの定理の最も短い証明はケイシーの定理の逆を利用するものである:411。

## 系

パーサーの定理

ケイシーの定理の系にはトレミーの定理の他、ファン・スコーテンの定理やパーサーの定理（パーサーのていり、英: Purser's theorem）がある。ジョン・パーサーにより発見された。パーサーの定理の主張は次の通り。
△ABCとその外接円Oについて、円O'におけるA,B,Cの接線長をそれぞれAA',BB',CC'とすれば、Oに円O'が接することと、{\displaystyle BC\cdot AA'\pm CA\cdot BB'\pm AB\cdot CC'=0}が成立することは同値である。
ケイシーの定理で4円のうち、3円を点にすることで得られる。